# The Indian Queen
The Indian Queen är en semiopera i fem akter med musik av Henry Purcell. Librettot bygger på John Drydens och Sir Robert Howards pjäs med samma namn (1664).
Purcells sista stora dramatiska verk (troligen ofullbordad vid hans död) var tänkt att bli ytterligare en framgång för skådespelaren Thomas Betterton, men Betterton lämnade Theatre Royal innan operan sattes upp. På grund av ansträngd ekonomi och brist på goda sångare fick uppsättningen bantas ned till mindre proportioner än Purcells andra semioperor. Operan innehåller knappt inga sceniska effekter eller dans. Musiken intar inte lika stor plats i The Indian Queen som i de övriga semioperorna men innehåller ändå centrala avsnitt, till exempel offerscenen i akt V som går långt utöver vanlig skådespelsmusik. 
Operan hade premiär våren eller hösten 1695 på Dorset Garden Theatre i London.